# Garoua Boulaï
Garoua Boulaï är en ort i Kamerun.   Den ligger i regionen Östra regionen, i den centrala delen av landet, 400 km nordost om huvudstaden Yaoundé. Garoua Boulaï ligger 1 034 meter över havet och antalet invånare är 46 615.
Terrängen runt Garoua Boulaï är huvudsakligen platt. Garoua Boulaï ligger uppe på en höjd. Trakten runt Garoua Boulaï är mycket glesbefolkad, med 7 invånare per kvadratkilometer. Det finns inga andra samhällen i närheten. Trakten runt Garoua Boulaï är huvudsakligen savannskog.